# Instituto de Pesquisa Florestal da Malásia
O Instituto de Pesquisa Florestal da Malásia (FRIM; Malay: Institut Penyelidikan Perhutanan Malásia) é uma agência estatutária do Governo da Malásia, subordinada ao Ministério de Recursos Naturais e Meio Ambiente. O FRIM promove a manutenção sustentável e o uso optimizado dos recursos florestais na Malásia, gerando conhecimento e tecnologia através da pesquisa, desenvolvimento e aplicação em florestas tropicais. A FRIM está localizada em Kepong, perto de Kuala Lumpur.